# Józsa Béla Athenaeum
Józsa Béla Athenaeum (JBA) az 1944 októberében, az egykori kolozsvári Munkás Athenaeum folytatásaként alakult közművelődési egyesület. 1945. október 1-jétől az MNSZ közművelődési hálózatának keretében fejtette ki tevékenységét 1948-ban történt megszűnéséig.

## Szervezete, működése
Elnöke az alakuláskor Déri-Deheleanu Gyula, titkára Jancsó Elemér, másodtitkára Kéki Béláné, az elnökség tagjai Fodor Balázs, Farkas Magda, Jordáky Lajos, Nagy István. Programja az 1944. december 1-jén nyomtatásban is kiadott körlevél szerint "először Kolozsváron, majd környékén, később egész Erdélyben olyan kultúrát teremteni, amely a társadalmi fejlődést, az egyén nevelését és szórakozását szolgálja".
Továbbá "román–magyar nyelven kifejtett tudományos és művészeti tevékenység révén a két nép megértését, megbecsülését [...] elősegíteni". Ezt az általánosságban megfogalmazott programot a tagozatok munkaterülete körvonalazta pontosabban: könyvkiadó, kölcsönkönyvtár, szabad színpad, zenei szakosztály, képzőművészeti szakosztály, magyar–szovjet–román kapcsolatok építése, általános kultúra, népszerűsítő kultúra.
Működésének első szakaszában a titkári teendőket Mauthner Tamás (március végéig), majd Déri-Deheleanu Margit látta el, a képzőművészeti szakosztálynak Kovács Zoltán, a zenei szakosztálynak Csíki Endre, a filmszakosztálynak Vajda Béla, könyvüzletének, amely a JBA kiadásában megjelent munkák országos terjesztésével is foglalkozott, Rosenfeld László a vezetője. Déri-Deheleanu Gyula halála után. Az 1945. május 18-án megtartott közgyűlés Szentimrei Jenőt választotta elnökké (alelnökök Wolff Sándor, Méliusz József, Jordáky Lajos; titkár Déri-Deheleanu Margit).
A Józsa Béla Athenaeum tevékenységi területei közül eleinte főképp a tömegművelődéssel kapcsolatos munkaterületek voltak előtérben: előadásokat tartottak minden szombaton "a haladó szellemű polgárság és a diákság részére" (Benedek István, Benedek Marcell, Borbély Samu, Dezső Loránd, Imre Lajos atomfizikus, Ludány György, Malek József, Simó Gyula, Szegő Júlia, Teofil T. Vescan részvételével), az üzemekben és iskolákban faliújság-akciókat és üzemi előadásokat tartottak (Aszódy János, Dán István, Kis Tibor, Méliusz József, Román Dezső, Steuermann György részvételével), valamint keskenyfilm-bemutatókat is.
1944 őszén már megindult a könyvkiadó és könyvterjesztő munka, egy magánkönyvtár adományozásával kölcsönkönyvtár szervezése. Bevonták a Józsa Béla Athenaeum keretébe a Szendrő Ferenc vezetésével Kolozsváron működő Szabad Színpadot, vers- és színdarabanyagot gyűjtöttek és sokszorosítottak műkedvelő előadások részére, sőt a filmforgalmazó szakosztály keretében egy filmstúdió létrehozására is gondoltak.
A bizonyára Jordáky Lajostól származó – a Janovics-féle régi kezdeményezésekre is visszatekintő – tervezet a nemzetiségek együttéléséről, a földreformról, a salamási földgázról szóló témákat javasolt, s így indokolt: "Mivel az új társadalom rendszere most alakul ki, most lenne a legalkalmasabb időpont is az itteni filmgyártás beindítására, hiszen annak tulajdonképpen akadálya nincs."
Az 1945. május 18-i közgyűlés némiképp szűkítette és konkretizálta a tevékenységi területeket, s az egyesületi alapszabályokat módosítva, tudományos és művészeti, színügyi és filmügyi, sajtó és propaganda, valamint testnevelési szakosztály létesítését határozta el. Ezek keretében bontakoztak ki a tudományos és irodalmi előadások, művészeti rendezvények, népművészeti iskolák, ének- és zenekarok működtetése, kölcsönkönyvtárak szervezése, a könyvkiadó és könyvterjesztő, a színházi közönségszervezés és a műkedvelő együttesek támogatása, jó színpadi művek és filmek forgalmazása, s új területként sportünnepélyek, versenyek rendezése, a tömegturisztika népszerűsítése. Ebben a tevékenységi keretben működött többek között a  könyvkiadó, a népi színművészeti iskola, s vett részt a Józsa Béla Athenaeum több országos kulturális rendezvényen, így az 1945-ös és 1946-os könyvnapokon s a segesvári Petőfi-ünnepségeken.
A Filmkölcsönző ebben az időszakban már önálló szervként, a hirdetési osztály pedig a Józsa Béla Athenaeummal párhuzamos Bălcescu-Athenaeum keretében tevékenykedett. A fennmaradt jegyzőkönyvek tanúsága szerint a Dalosszövetséggel nem sikerült az együttműködést megvalósítani.
1945. szeptember 7-i vezetőségi gyűlésén a Józsa Béla Athenaeum vezetőségével tudatták a Magyar Népi Szövetség (MNSZ) országos közművelődési bizottságának határozatát, mely szerint az addig önálló egyesületként, jogi személyiséggel működő Józsa Béla Athenaeumot bekapcsolják saját közművelődési rendszerükbe.

## A Józsa Béla Athenaeum kiadóvállalata
1944 októberében alakult meg a JBA kiadóvállalata. Felelős vezetője Jordáky Lajos, aki 1945-ben felelős kiadóként jegyezte a kiadványok egy részét. Műszaki vezetője az 1945 októberétől üzletvezetőként szerződtetett Tóth Samu.
1944 és 1948 között a Józsa Béla Athenaeum kiadásában összesen 67 mű jelent meg: 1944-ben 5, 1945-ben 37, 1946-ban 13, 1947-ben 6, 1948-ban 6 mű, összesen mintegy 6600 lap terjedelemben. A kiadványok példányszámát s az egyes kötetek megjelenésének dátumát nem tüntették fel rendszeresen, így csak tájékoztatásra alkalmas Nagy István Bérmunkások c. kötetének 7500-as, László Gyula Forradalmak az újkor művészetében c. művének 5000-es, Engels A szocializmus fejlődése az utópiától a tudományig c. művének kötetenként 4–5000-es példányszáma, valamint az, hogy néhány kiadvány a 2. kiadást is megérte. A Józsa Béla Athenaeum kiadványai legnagyobbrészt a Minerva Irodalmi és Nyomdai Műintézet Rt. nyomdájában készültek, de jelentek meg kötetek a Jordáky-nyomdában (10), továbbá Nagy Jenő (6) és Lengyel Albert (1) könyvnyomdájában, valamint 1948-ban Petőfi Athenaeum Nyomda impresszummal.
A JBA első kiadványa 1944 őszén a Munkások és földművesek naptára 1945, s különlenyomatként Szabó Ervin egy tanulmánya a Budai Nagy Antal-féle parasztfelkelésről és Jordáky Lajosé Horea, Cloşca és Crişanról. A következő években a szépirodalom foglalt el egyre növekvő helyet a kiadványok sorában, de ezek mellett megjelentek társadalompolitikai, ideológiai, történelmi tárgyú kötetek, fordítások, tudományos és művészeti tárgyú munkák is; a JBA gondozta a Dolgozók Könyvtára (2 kötet), a Műkedvelők Színpada (6 füzet), a Marx-Engels Könyvtár (6 füzet), a Tudomány és Haladás (1 kötet), a Népművelési Füzetek (2 füzet) és a Hasznos Könyvtár (1 kötet) c. sorozatokat.
A Józsa Béla Athenaeum könyvkiadói munkásságában legmaradandóbb hozzájárulása a szépirodalom terén. 1945-től időközben változott emblémával jelentek meg Asztalos István (A szakáll, Író a hadak útján), Horváth István (Nehéz szántás), Jékely Zoltán (A halászok és a halál), Karácsony Benő (A megnyugvás ösvényein), Kisbán Miklós (Bűvös éjszaka), Méliusz József (Sors és jelkép), Nagy István (Ember a jég hátán), Szemlér Ferenc (Arkangyalok bukása, Tavaszodik), Szentimrei Jenő (Nyersmérleg) kötetei, továbbá a Móricz Zsigmond összeállította Magvető, József Attila versei (Döntsd a tőkét címmel, Munkás Athenaeum impresszummal), Kós Károly Budai Nagy Antal c. drámája, Mosonyi József 1944–45-ös versei (Krónika), Gergely Sándor A dekhánok földjén c. riportja, a Műkedvelő Színpad sorozat keretében pedig A stipendium és a Hét krajcár c. Móricz-novellák s a Móricz átigazította Ludas Matyi Asztalos István és Benedek Marcell színpadi változatában, valamint Kiss Jenő A fehér ember c. egyfelvonásosa és Bocskói Viktor Újgazdák c. falusi jelenete.
Az egykorú kiadási körülmények között szerény, de figyelmet érdemlő a JBA kiadásában megjelent néhány műfordítás is, mindenekelőtt a Szabédi László gyűjtötte báréi csujogatások kétnyelvű kötete (Zöld levél – Frunză verde), Victor Eftimiu két színdarabja Jékely Zoltán fordításában, Ernst Tollertől a Fecskék könyve Dsida Jenő tolmácsolásában, egy Makszim Gorkij- és egy Lavrenyev-kötetke, valamint Ivan Cankar Jernej szolgalegényének Rubin Péter fordította színpadi változata.
Jordáky Lajos és Szabó Ervin 1944-es – a Munkások és földművesek naptárából vett – különlenyomatainak kezdeményezését folytatva, a Józsa Béla Athenaeum teret nyitott az irodalmi és történelmi publicisztikának is. E kiadványtípusban érdemes kiemelnünk Balogh Edgár (Az igazi 1848), Jordáky Lajos (A márciusi ifjúság) Józsa Béla (Petőfi és az 1848–49-es szabadságharc, 2. kiadás), Nagy István (Bérmunkások; József Attila új népe), Révai József (Kossuth Lajos) köteteit, valamint A márciusi ifjúság a márciusi gondolatról c. gyűjteményt Jordáky Lajos gondozásában.
Ebben a funkciókörben is számos fordítás jelent meg az eredeti művek mellett. A Marx–Engels Könyvtár keretében – a KRP Kolozs Tartományi Bizottságának közreműködésével és két kiadásban is – megjelent a Kommunista Kiáltvány, a Bér, ár, profit, a Bérmunka és tőke s egy kötet Marx és Engels a magyar forradalomról címmel, a Bolyai Tudományegyetem Társadalomtudományi és Társadalompolitikai Intézetének gondozásában Max Beer ötkötetes munkája, A szocializmus és a társadalmi pártharcok története (mindezek az 1920-as–1930-as évekből ismert fordítások revideálásával), Henri Barbusse Sztálinról írott könyve (Szenczei László fordításában) s jó néhány, a Szovjetuniót bemutató munka.
A Józsa Béla Athenaeum programjába beletartozott a tudományos szintű és igényű ismeretterjesztés, amelyet kiadója is igyekezett a maga módján szolgálni. Kiadványai sorában három kötetet kell kiemelnünk: László Gyula Forradalmak az újkori művészetben c. könyvét, amely a XX. századi képzőművészetbe vezeti be az érdeklődőt, továbbá Benedek Marcell Az irodalmi műveltség könyve és Imre Lajos Anyag és kultúra c. kötetét, amelynek tartalmát és jellegét alcíme ("A bölcsek kövétől az atombombáig") érzékeltetette. Külön értéket képvisel Kós Károly újabb építészeti tájékozódást tanúsító kötete, a Falusi építészet, s a munkásművelődés vonalába eső Munkásdalok (két kiadásban: 1945, 1948).
A Józsa Béla Athenaeum könyvkiadói tevékenysége működésének évei alatt módosult. Tevékenységének csúcsa mennyiségileg az 1945-ös esztendő, amikor profilja is a legnyitottabb, a romániai magyar irodalom szempontjából viszont minőségileg az 1946–47-es évek.
A Józsa Béla Athenaeum kiadványainak műszaki és grafikai kivitelezésében 1945. november 1-jétől a Méhkas Diákszövetkezet, majd a Móricz Zsigmond Kollégium könyvkiadását irányító Tóth Samunak volt meghatározó szerepe. A háború utáni papír- és választékhiány miatti egyszerű címlapmegoldások 1946-tól igényesebb, kartonkötésű, de rajzos védőborítóval ellátott kiadványoknak adták át a helyüket. A grafikai kivitelezésben Gy. Szabó Béla (Móricz: Magvető; Toller–Dsida: Fecskék könyve; A márciusi ifjúság a márciusi gondolatról), László Gyula (Asztalos: Író a hadak útján) s a keresztnevének eltévesztésével szereplő Keszi-Harmath András (Jékely: A halász és a halál) a műszaki szerkesztő ismert munkatársai.
A feladatot – "a demokratikus gondolatot hordozó irodalom tömegekhez juttatását" – s ezen keresztül egy új ízlésű közönség formálásának igényét a Józsa Béla Athenaeum úgy teljesítette, hogy méltán illeszkedett be a maradandó örökségbe.